# Cerqueira César
Cerqueira César là một đô thị ở bang São Paulo của Brasil. Đô thị này nằm ở vĩ độ 23°02'08" độ vĩ nam và kinh độ 49°09'58" độ vĩ tây, trên khu vực có độ cao 737 m. Dân số năm 2004 ước tính là 16.320 người.
Đô thị này được lập ngày 10/10/1917. Cerqueira César cách São Paulo 300 km.

## Thông tin nhân khẩu
Dữ liệu dân số theo điều tra dân số năm 2000
Tổng dân số: 15.144
- Dân số thành thị: 13.057
- Dân số nông thôn: 2.087
  - Nam giới: 7.572
  - Nữ giới: 7.572

Mật độ dân số (người/km²): 30,07
Tỷ lệ tử vong trẻ sơ sinh dưới 1 tuổi (trên một triệu người): 21,62
Tuổi thọ bình quân (tuổi): 68,41
Tỷ lệ sinh (số trẻ trên mỗi bà mẹ): 2,28
Tỷ lệ biết đọc biết viết: 91,17%
Chỉ số phát triển con người (HDI-M): 0,764
- Chỉ số phát triển con người - Thu nhập: 0,706
- Chỉ số phát triển con người - Tuổi thọ: 0,723
- Chỉ số phát triển con người - Giáo dục: 0,863

(Nguồn: IPEADATA)

### Sông ngòi
- Sông Paranapanema
- Usina Hidrelétrica de Jurumirim
- Sông Novo
- Represa de Jurumirim

### Các xa lộ
- SP-245 - Rodovia Salim Antônio Curiati